# Kluky (Hradec Králové)
Kluky (německy Kluk) jsou okrajové katastrální území města Hradce Králové rozkládající se mezi Novým Hradcem Králové, Třebší a Roudničkou. Kluky nejsou samostatnou čtvrtí, spadají do místní části Nový Hradec Králové, včetně její komise místní samosprávy. V roce 2011 zde žilo v 501 domech celkem 1 968 obyvatel.

## Historie
První písemná zmínka o této čtvrti pochází z roku 1451 pod názvem Kluk, což značilo ve staré češtině vyklučený, vykácený les. Současný název je úředně používán od roku 1923. Kluky byly jednou z prvních, které patřily do městského majetku.
V roce 1398 král Václav IV. daroval Hradci Králové osady Kluky, Třebeš a Hrdlořezy spolu s vykáceným lesem. V roce 1451 byl hradeckým správcem mostů jmenován Vít Sexberk, měl opravovat mosty a vybírat mýtné. Jako platbu za to obdržel osady Kluky a Třebeš společně s domy, selskými rodinami, poli, loukami, pastvinami, lesy, a to až do třetí generace svého rodu. O osmnáct let později založilo město Hradec Králové poblíž Kluků rybníky Datlík a Cikán, které byly v roce 1835 vysušeny a obnoveny v roce 1898. Podle nařízení Habsburků byly Kluky městu dvakrát konfiskovány a později vráceny (1547–1549 a 1620–1628). Během třicetileté války byla vesnice zcela vypálena.
Kluky byly původně přiděleny k farnosti kostela sv. Antonína v Mýtském Předměstí, po stavbě kostela sv. Jana Křtitele do jeho farnosti a v roce 1772 do farnosti kostela sv. Antonína na Novém Hradci Králové. Vesnice měla také svého šoltyse. V roce 1848 jím byl Václav Kňourek a následující rok ho nahradil Jan Srdínko.
V roce 1849 vytvořily Roudnička a Kluky společnou politickou, ale ne katastrální obec. Také pozemky zůstaly odděleny. Majetek této obce sestával jen z domu č. 4 a pozemku o rozloze 12 hektarů 88 arů a 99 m2. Na počátku 20. století měly samotné Kluky celkovou rozlohu 106 hektarů, 33 arů a 84 m2.
V letech 1773–1900 Kluky nevykazovaly aktivní veřejný život, protože měly jen asi dvě desítky domů. V prvních dvaceti letech dvacátého století se však tato vesnice zdvojnásobila. Vznikly tady dvě restaurace – „U Cabicarů“ a „U Zubrů“, které se staly centrem kulturního a společenského života Kluků. Působila zde také ochotnická divadelní skupina „Dramatická společnost Vojan“, mládežnický spolek „Dobromil“, místní organizace baráčníků a malorolníků „Domovina“ a pak všechny tehdejší hlavní politické strany. Restaurace „U Cabicarů“ byla také sídlem novohradeckého pojištění zemědělských zvířat. V roce 1921 byla ves elektrifikována.
Po řadě konfliktů mezi občany obou osad, které byly primárně politické, se Kluky v roce 1924 staly nezávislou obcí se svou vlastní samosprávou. První komunální volby proběhly v Klukách 14. listopadu téhož roku. Ale nezávislost vesnice netrvala dlouho. Dne 1. dubna 1942 byl vytvořen tzv. Velký Hradec Králové a Kluky jsou od té doby jeho součástí.

## Památky
- Zvonice s historickým křížem z roku 1869 (rekonstrukce z roku 1997)

- Novohradecký hřbitov (umístěný v Klukách, na hřbitově je mnoho historických náhrobků)

## Demografie
| Rok            | 1869 | 1890 | 1900 | 1910 | 1921 |
| -------------- | ---- | ---- | ---- | ---- | ---- |
| Počet obyvatel | 164  | 164  | 172  | 296  | 316  |

## Doprava
Do Kluků jezdí s asi hodinovým intervalem vybrané spoje trolejbusové linky č. 1. Tento úsek byl ve své době (od roku 1994) unikátní tím, že kvůli absenci trolejového vedení zde byl trolejbus poháněn pomocí přívěsného vozíku s dieselagregátem. Od roku 2001 jsou již využívány trolejbusy s přímo vestavěným dieselagregátem a od roku 2018 úsek obsluhují i trolejbusy s trakčními bateriemi.